# 이융웅
이융웅(李隆雄, 1942년 ~ )은 대한민국의 건설부 공무원을 지내다가 판사에 임용된 법조인이다. 본관은 부평.

## 생애
1942년 함경남도 함흥에서 태어났다. 서울대학교 사범대학 부설고등학교와 서울대학교 법학과를 졸업하고 서울대학교 사법대학원을 수료했다. 제8회 고등고시 행정과, 사법과에 모두 합격했다.
1967년부터 1969년까지 건설부 사무관을 하다가 1972년 광주지방법원에 임용되어 1983년까지 광주지방법원 순천지원, 대전지방법원. 서울고등법원 등에서 판사를 했다. 1982년에 1년동안 대법원 재판연구관으로 있다가 1987년에 서울민사지방법원 부장판사에 임명되어 1998년까지 수원지방법원 서울가정법원 광주고등법원 서울고등법원 민사5부(1992년에서 1998년까지) 등에서 부장판사를 했다. 
서울고등법원 부장판사로 재직하던 1993년에 최초로 실시한 공직자 재산 공개에서 본인 소유의 강원도 횡성군 서원면 임야 103,305 제곱미터 20,661(만원)과 서울특별시 서초구 잠원동 한신 49평 아파트 267,000(만원), 1989년식 엑셀 승용차, 주은상호신용금고 예금 12,000(만원)과 아버지 소유의 충청남도 보령군 청소면 임야 48,347 제곱미터 24,173(만원), 서초구 잠원동 대림 34평형 아파트 151,000(만원) 등 924,618(만원) 배우자 소유의 서울특별시 도봉구 도봉구 임야 334,348,165 제곱미터와 대신증권 주식 800주 35,640(만원)을 합해 총액 924,618(만원)을 신고했던 이융웅은 서울지방법원 남부지원장을 하며 법원행정의 경험이 있었는데 1999년에 법원장에 승진하여 광주지방법원(1999년) 특허법원(2001년) 부산고등법원(2001년) 서울고등법원(2002년)에서 법원장을 하다가 2003년에 사직하여 변호사 이융웅 법률사무소를 개업하였다. 서울고등법원장에 재직할 때는 최종영 대법원장에 의해 신임 중앙선관위원으로 지명되었던 이융웅은 2004년 5월에 통신위원회 위원장을 맡아 1년동안 재직했다.

## 주요 판결
서울민사지방법원 22단독 판사로 재직하던 1980년 9월 24일에 자기앞 수표 발행 10일이 지나 분실신고된 자기앞수표는 지불의무 없다고 판결했다.
서울민사지방법원 합의17부 재판장으로 재직하던 1988년 2월 24일에  어린이들이 군 통제구역인 수류탄 투척 연습장에 들어가 불발 수류탄을 갖고 놀다가 폭발해 피해를 보았다면 "연습장에 출입하는 것을 막지 못한 국가에 손해배상 책임이 있다"며 "어린이 5명의 가족들에게 1억7천여만원을 지급하라"고 했다. 5월 31일에 언론이 자신의 전과 기록이 1개인데도 7개라고 잘못 보도해 피해를 보았다며 6개 신문사를 상대로 손해배상청구한 사건에서 "경찰의 보도자료를 전재하여 보도된 것이므로 고의나 과실이 없다"며 원고 패소 판결하면서 국가에 대해서는 "100만원을 지급하라"고 했다. 6월 11일에 경찰이 최루탄 투척 안전수칙을 지키지 않아 사고가 난 경우에는 피해자가 비록 불법시위에 가담했더라도 "치료비 등 재산 손해와 위자료로 1800여만원을 지급하라"고 했다.9월 10일에 탤랜트 한혜숙이 자신의 광고용 사진을 계약과 달리 사용했다며 광고대행사를 상대로 낸 손해배상청구소송에서 "800만원을 지급하라"고 했다. 1989년 1월 20일에 "시위에 가담하지 않은 사람이 불발 최루탄의 폭발로 피해를 입었을 때 국가는 이를 수거하지 못한 책임을 져야 한다"며 "국가는 1500만원을 지급하라"고 했다.
서울민사지방법원 합의15부 재판장으로 재직하던 1989년 7월 7일에 "등록된 보험모집인이 아니더라도 보험을 모집하도록 허락했다면 보험회사는 보험금을 지급해야 한다"며 "보험금 3천만원을 지급하라"고 했다. 8월 25일에 노조 조합원 등 73명이 서울대병원을 상대로 임금지급 청구소송에서 "서울대병원의 보수급여 규정은 위험,기술,진료지원 수당 등을 통상임금에 포함시켜야 한다는 근로기준법의 통상임금 산전 기준을 위반한 것이며 시간외, 휴일, 야간 수당의 산정 기준도 근로기준법을 벗어났다"며 "임금을 다시 산정해 총 2억4천만원을 지급하라"고 했다.

서울고등법원 형사4부 재판장으로 재직하던 1992년 8월 14일에 시내버스 승객을 대상으로 상습 소매치기를 하다 구속된 1심에서 각각 징역3년이 선고된 피고인 4명에 대해 "고문과 가혹행위로 추정되어 증거로 인정할 수 없다"며 무죄를 선고했다. 12월 19일에 시비 끝에 술집 주인을 칼로 찔러 숨지게 하여 1심에서 징역10년씩을 선고받은 피고인에 대한 항소심에서 "자백이 고문에 의한 것으로 보인다"며 원심을 파기하고 무죄를 선고하면서 병합된 폭력혐의만 인정하여 징역3년을 선고했다. 1993년 7월 5일에 남한조선노동당 사건으로 간첩 혐의로 구속되어 무기징역이 선고된 황인오(37세)에 대한 항소심에서 "피고인이 남한에서 자생적으로 결성됐다고 주장하는 민족해방애국전선은 조선노동당 중부지역당의 또 다른 명칭으로 볼 수 있어 북한의 지령을 받은 점이 인정된다"며 원심을 유지했다.
서울고등법원 민사17부 재판장으로 재직하던 1994년 1월 29일에  1989년 경기 용인경찰서 동부파출소에서 피의자를 때려 숨지게 한 순경 등 경찰관, 의경, 방범대원 6명을 상대로 낸 구상금 청구소송 항소심에서 "국가가 피의자에게 이미 배상한 1억3천만원을 지급하라"며 원고승소 판결했다. 8월 29일에 "부부가 공동으로 책임지는 가사 대리권의 인정 범위는 부부가 공동체로서 가정생활을 유지해 나가는 사항에 국한된다"며 "주택 구입이나 사업자금 등 마련 목적으로 남편과 상의없이 빌린 2400만원은 여기 해당되지 않는다"는 이유로 대여금 청구소송에서 원고 패소 판결했다. 1995년 2월 11일에 세입자가 집 주인을 상대로 낸 가압류 신청 보존 소송에서 "주택임대차보호법에 임대차 기간을 정하지 않고 계약한 때는 그 계약기간을 2년으로 본다고 돼 있지만 세입자는 2년 안에 언제든지 전세 보증금을 돌려달라고 요구할 수 있으며 집 주인은 이에 응해야 한다"는 이유로 "집 주인은 임대차 보증금 130여만원과 지연 손해금 연리5%만큼의 가압류를 결정한다"고 했다.
서울고등법원 특별7부 재판장으로 재직하던 1995년 5월 25일에 대한민국 제14대 국회의원 선거에서 관권 부정선거를 폭로해 파면된 전 충청남도 연기군수 한준수가 내무부 장관을 상대로 낸 파면 처분 취소 소송에서 "파면 처분은 정당하다"며 원고 패소 판결했다. 5월 27일에 경기도 양주군에 숙박 시설을 짓기 위해서 농지전용 허가를 받은 뒤 건축허가 신청을 했으나 환경보호 등을 이유로 거부 당한 사건에서 "농지 전용 허가를 내주고 전용 부담금을 납부하는 등 적법 절차를 거쳤음에도 러브호텔이 사회적 물의를 일으키고 있다는 이유로 건축 허가를 불허한 것은 법적 근거가 없다"며 이례적으로 원고 승소 판결했다. 9월 10일에 아산사회복지사업재단이 "정부가 농어촌 의료법인에 대해 지방세 비과세하겠다고 했음에도 지자체가 세금을 부과하는 것은 부당하다"며 홍천군수를 상대로 재산세 등 부과 처분 취소소송에서 "홍천군청의 세금 부과 처분은 정당하다"며 원고패소 판결했다. 1996년 3월 30일에 받은 돈을 되돌려 주려 했는지의 여부에 관계없이 일단 금품을 받은 행위 자체가 공무원의 청렴 의무를 지키지 않은 것이고 봉투 속에 무엇이 들었는지 철저히 살피지 않은 과실 또한 가볍지 않다며 해고처분 무효 소송에서 원고패소 판결했다. 7월 4일에 상지대 운영 비리와 관련해 이사장직에서 물러난 김문기가 상지학원을 상대로 이사 취임 승인 취소 처분 취소소송에서 "소송의 법률상 이익이 없다"며 청구를 각하했다.
서울고등법원 민사5부 재판장으로 재직하던 1997년 8월 10일에 교도소 수감 중에 기관지 천식으로 사망한 유가족이 국가를 상대로 낸 손해배상 소송에서 전액 국가배상을 인정한 원심을 깨면서 "신병 치료를 위해 형집행정지를 받고도 치료 노력하지 않고 다시 범죄 저질러 구속된 교도소에서 안정을 취하려 하지 않은 만큼 국가 책임을 제한해야 한다"며 "국가는 원고들에게 청구액의 50%인 9천여만원만 지급하라"고 했다.